# F1 25
F1 25 est un jeu vidéo de course développé par Codemasters et publié par EA Sports. Il s'agit de la dix-huitième participation à la série F1 et détient la licence pour les championnats de Formule 1 et de Formule 2 2025. Le jeu est sorti le 30 mai 2025 sur PlayStation 5, Microsoft Windows et Xbox Series. 
Le jeu marque le premier jeu de F1 à ne pas être publié sur les consoles de huitième génération depuis F1 2015, car F1 25 se concentre sur les consoles de neuvième génération,.

## Mode histoire:Braking Point 3
Le mode histoire Braking Point, introduit dans F1 2021, est de retour dans F1 25, qui se déroulera au cours des saisons 2024 et 2025. Ce mode de jeu est censé revenir tout des deux ans au sein de la franchise. Les pilotes Callie Mayer (doublée par Emer Kenny) et Aiden Jackson seront tous deux de retour dans Braking Point, tout comme Casper Akkerman, Devon Butler, Davidoff Butler et Andreo Konner. Le mode histoire verra l'équipe Konnersport Butler Global Racing Team se battre pour le championnat du monde après plusieurs difficultés.

## Développement et publication
Avant la révélation, les logos F1 25 étaient déjà présents dans les graphismes de course de Formule 1 2025. Le 25 mars 2025, Lewis Hamilton a été annoncé comme le pilote de l'image de couverture de l'« édition emblématique » du jeu, arborant sa combinaison rouge Scuderia Ferrari, et a annoncé une date de révélation du 26 mars. L'édition standard du jeu présente Oliver Bearman de Haas, Carlos Sainz Jr. de Williams et Oscar Piastri de McLaren, ainsi que leurs voitures respectives, sur l'image de couverture, marquant la première fois depuis F1 2015 et 2016 que les pilotes Williams et Haas, respectivement, sont présents sur la couverture d'un jeu de la franchise. Le jeu propose également la livrée APXGP telle qu'elle apparaît dans le prochain film F1 ainsi que des scénarios inspirés du film que les joueurs peuvent entreprendre. Tous les circuits de la saison 2025 sont présents.